# Cunnilingus

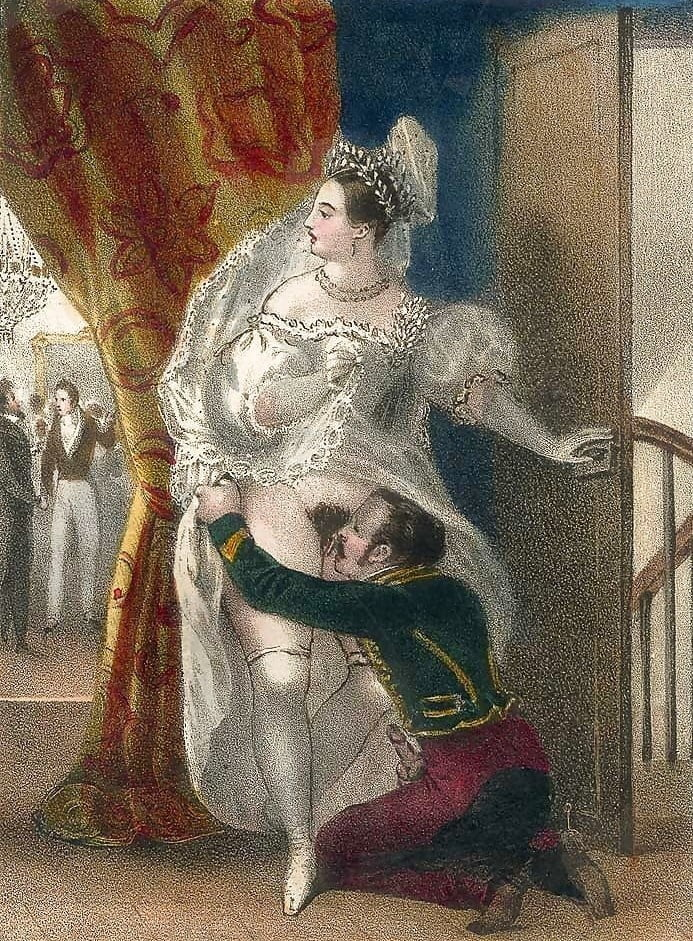
Akwarela autorstwa francuskiego malarza Achille Devéria przedstawiająca cunnilingus

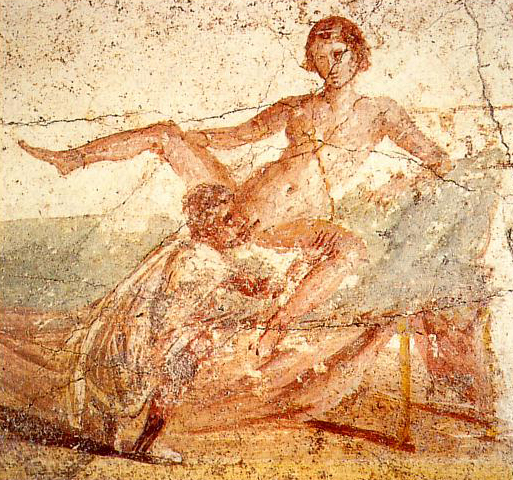
Cunnilingus – malowidło znalezione w Pompejach

Cunnilingus (łac. cunnilinctio), wulg. mineta, patelnia – metoda seksu oralnego polegająca na stymulowaniu (pieszczeniu) narządów płciowych partnerki, zwłaszcza jej łechtaczki, za pomocą ust oraz języka. Cunnilingus występuje zarówno w kontaktach heteroseksualnych, jak i u kobiet bi- oraz homoseksualnych. Dla znacznej części kobiet oralne pieszczoty łechtaczki są najprostszym sposobem osiągnięcia orgazmu.

## Nazwa
Słowo cunnilingus pochodzi od łacińskich słów cunnus „srom” oraz lingo „lizać”. Jest to w języku polskim termin medyczny. Jego wulgarnym synonimem jest mineta, pochodzące od francuskiego słowa minette (pol. kotka), którym we Francji przyjęło się również nazywać młode i ładne dziewczęta. Istnieje wiele potocznych i wulgarnych określeń tej formy aktywności seksualnej. Rozpowszechniony jest też termin miłość francuska, określający seks oralny.
Odpowiednikiem cunnilingus, w którym oralnie pieszczony jest mężczyzna, jest fellatio.

## Technika

Cunnilingus

Podobnie jak w przypadku innych ludzkich zachowań seksualnych, zarówno sposób wykonania, jak i wywołane odczucia, różnią się pomiędzy indywidualnymi przypadkami.
Najbardziej wrażliwą częścią ciała prawie wszystkich kobiet jest łechtaczka, jednak jej bezpośrednia stymulacja dla niektórych może być nieprzyjemna, szczególnie we wczesnych fazach podniecenia. Do stymulacji obszaru sromu możliwe jest używanie języka, ale też nosa, brody, warg oraz (ze wzmożoną ostrożnością) zębów. Język może być też używany do penetracji pochwy, podobnie jak palce lub akcesoria seksualne (np. wibrator), co pozwala na jednoczesną stymulację punktu G i często wzmaga doznawane uczucia. Możliwe jest też równoczesne pieszczenie odbytu językiem, palcami bądź akcesorium. Niektórzy seksuolodzy uważają, że cunnilingus może stanowić najistotniejszy element życia seksualnego dla kobiety, a nie być jedynie grą wstępną – jest to jednak zależne od osoby. Istnieje wiele innych technik mogących polepszać wrażenia wywołane tą formą kontaktów seksualnych, a uzależnionych jedynie od osobistych preferencji psychologicznych i anatomicznych.

## Znaczenie w kulturze

### Taoizm
W kulturach zachodnich seks oralny często jest traktowany jako temat tabu. Inaczej kwestia wygląda w chińskim taoizmie, w którym cunnilingus zajmuje ważne miejsce. Celem w taoizmie jest dążenie do nieśmiertelności, a przynajmniej długowieczności, zaś utrata nasienia oraz wydzielin pochwy i innych ma wywoływać odpowiedni spadek żywotności – natomiast poprzez powstrzymywanie się od wytrysku lub połykanie wydzielin pochwy zwiększa i oszczędza qi, pierwotny oddech życia. Philip Rawson uważa to za wyjaśnienie popularności w Chinach tej praktyki, która miałaby być "znakomitą metodą wchłaniania wartościowych kobiecych płynów". Taoizm dostrzega także korzyści, jakie cunnilingus daje kobietom.

### Tantra
Historyk religijny Mircea Eliade pisze o podobnym dążeniu do przetrwania starości i śmierci oraz osiągnięcia stanu nirwany według hinduistych praktyk jogi tantrycznej, w której także kładziony jest nacisk na utrzymywanie i wchłanianie życiodajnych płynów. Sanskryckie teksty opisują, że należy unikać wytrysku nasienia, aby nie złamać prawa czasu i śmierci.

## Higiena i zdrowie
Poprzez seks oralny możliwe jest przeniesienie wielu nośników chorób, w tym wirusa brodawczaka ludzkiego (HPV), opryszczki pospolitej czy nośniki chlamydiozy, rzeżączki, wirusowego zapalenia wątroby i innych chorób przenoszonych drogą płciową, w tym wirusa HIV. Ryzyko przeniesienia zakażenia HIV w następstwie kontaktów usta – narządy płciowe kobiety jest szacowane jako ekstremalnie małe. W pojawiających się w ostatnich latach publikacjach więcej uwagi poświęca się zakażeniom innymi chorobami przenoszonymi drogą płciową podczas kontaktów oralnych. Jednak groźba znacznej większości z wymienionych infekcji jest mniejsza niż w przypadku kontaktów waginalnych bądź analnych. Ryzyko zarażenia wzrasta, jeśli przy kontakcie oralnym dochodzi do kontaktu krwi jednego z partnerów z błonami śluzowymi drugiego.
W 2005 r. grupa naukowców z Malmö w Szwecji odkryła, że uprawianie seksu oralnego bez zabezpieczeń z osobą zarażoną HPV zwiększa ryzyko raka jamy ustnej. Inne niedawne badania wskazują na korelację pomiędzy stosunkami oralnymi a rakiem gardła, związanego z przekazywaniem wirusa HPV.

### Zapobieganie
Ryzyko przeniesienia chorób za pomocą tej formy pieszczot może zostać znacznie zmniejszone poprzez użycie lateksowej gumy w postaci koferdamu. Stanowi on barierę uniemożliwiającą aktywnemu partnerowi bezpośredni kontakt ze sromem lub odbytem w przypadku anilingus, gdy nie ma pewności co do zdrowia partnera. Proste zabezpieczenie może zostać wykonane z prezerwatywy.